# Fleurs tardives
Fleurs tardives (en russe : Tsvety zapozdalye) est une nouvelle d’Anton Tchekhov, dédiée à son ami Nikolaï Ivanovitch Korobov, parue en 1882.

## Historique
Fleurs tardives est initialement publiée dans la revue russe Potins Mondains (Мирской толк), nos 37, 38 et 39 d'octobre 1882, sous le pseudonyme d’A.Tchekhonte.  
C’est une nouvelle dramatique et sombre.

## Résumé
Maroussia, jeune fille noble ruinée, constate avec déplaisir que le docteur qui vient soigner son frère Egorouchka est le fils de leur ancien serviteur. Le docteur Toporkov s’est élevé dans la société à force de travail et de privations.
Egorouchka dépense le dernier argent de la famille en beuverie et prostituées. Maroussia, qui est tombée amoureuse de Toporkov, mais n’ose pas le lui avouer, s’épuise à réparer les ignominies de son frère, malgré sa maladie : elle a la tuberculose. 
Quand elle avoue enfin son amour à Toporkov, celui-ci comprenant tardivement à côté de quel bonheur il est passé, l’emmène par train sur la Côte d'Azur. Elle meurt trois jours après leur arrivée. Toporkov recueille Egorouchka.

## Adaptation cinématographique
- 1969 : Fleurs tardives (Цветы запоздалые), film russe réalisé par Abram Room.

## Édition française
- Fleurs tardives, traduit par Madeleine Durand avec la collaboration d’E. Lotar, Vladimir Pozner et André Radiguet, dans le volume Premières nouvelles, Paris, 10/18, coll. « Domaine étranger » no 3719, 2004  (ISBN 2-264-03973-6)